# Raimondo Marino
Raimondo Marino (Messina, 11 febbraio 1961) è un dirigente sportivo, allenatore di calcio ed ex calciatore italiano, di ruolo difensore, attuale responsabile tecnico del settore giovanile del Cursi e della Lecce Soccer Academy.

## Biografia
È padre di due figli: Dino, centrocampista del Brindisi, e Daniele, difensore della Virtus Francavilla.

## Caratteristiche tecniche
Nato come difensore centrale, sapeva adattarsi sia come terzino destro che sinistro.

## Carriera

### Giocatore
Ha giocato in Serie A con Napoli, Lazio e Lecce e in B con Catanzaro e Messina, per concludere la sua carriera da calciatore con la maglia del L’Aquila, in Serie C2 nell'annata 1993-1994 e in Eccellenza nel 1995-1996. In quest'ultima stagione oltre che calciatore è stato anche tecnico del club abruzzese, cominciando la successiva carriera.

### Allenatore
Dal 1997 al 2003 allena la formazione Allievi del Lecce nel quale allena giovani giocatori del calibro di Bojinov, Vučinić poi successivamente passa al Taranto dove è il responsabile della formazione Berretti. Nel giugno 2005 in seguito all'esonero del mister tarantino Carlo Florimbi assume il comando della prima squadra.
Nel luglio 2007 sostituisce Salvatore D'Urso sulla panchina della Ternana e porta gli umbri alla salvezza nel campionato di C1.
Nella stagione 2007-2008 passa alla guida del Gubbio, venendo però presto esonerato.
Dopo un'esperienza al Real Squinzano, torna al Lecce, lavorando ancora nel settore giovanile.

### Dirigente sportivo
Nel giugno 2017 Marino viene nominato come uno dei responsabili del settore giovanile del Brindisi, occupandosi dell'area tecnica.

## Palmares

### Giocatore

#### Competizioni giovanili
- Campionato Primavera: 1

Napoli: 1978-1979